# Primera División de Chile 1999
Primera División de Chile 1999 var den chilenska högstaligan i fotboll för herrar för säsongen 1999, som slutade med att Universidad de Chile vann för tionde gången.

## Kvalificering för internationella turneringar
- Copa Libertadores 2000
  - Vinnaren av Primera División: Universidad de Chile
  - Tvåa i Primera División: Universidad Católica
  - Trea i Primera División: Cobreloa

## Grundserie
De åtta främsta lagen till finalomgången, medan de åtta sämsta gick vidare till nedflyttningsserien.
| Plac. | Lag                   | S  | V  | O  | F  | GM | IM | MSK | Poäng |
| ----- | --------------------- | -- | -- | -- | -- | -- | -- | --- | ----- |
| 1     | Universidad de Chile  | 30 | 23 | 6  | 1  | 66 | 27 | 39  | 75    |
| 2     | Universidad Católica  | 30 | 19 | 7  | 4  | 67 | 31 | 36  | 64    |
| 3     | Cobreloa              | 30 | 16 | 8  | 6  | 62 | 29 | 33  | 56    |
| 4     | Colo-Colo             | 30 | 13 | 10 | 7  | 45 | 37 | 8   | 49    |
| 5     | Audax Italiano        | 30 | 11 | 8  | 11 | 42 | 37 | 5   | 41    |
| 6     | Huachipato            | 30 | 11 | 8  | 11 | 46 | 47 | -1  | 41    |
| 7     | Palestino             | 30 | 11 | 6  | 13 | 48 | 53 | -5  | 39    |
| 8     | Santiago Morning      | 30 | 10 | 8  | 12 | 41 | 41 | 0   | 38    |
| 9     | Deportes Puerto Montt | 30 | 10 | 8  | 12 | 52 | 55 | -3  | 38    |
| 10    | O'Higgins             | 30 | 11 | 5  | 14 | 47 | 59 | -12 | 38    |
| 11    | Deportes Concepción   | 30 | 9  | 8  | 13 | 38 | 41 | -3  | 35    |
| 12    | Cobresal              | 30 | 9  | 8  | 13 | 39 | 45 | -6  | 35    |
| 13    | Deportes Iquique      | 30 | 8  | 8  | 14 | 37 | 47 | -10 | 32    |
| 14    | Coquimbo Unido        | 30 | 6  | 10 | 14 | 44 | 70 | -26 | 28    |
| 15    | Rangers               | 30 | 6  | 6  | 18 | 26 | 52 | -26 | 24    |
| 16    | Deportes La Serena    | 30 | 4  | 12 | 14 | 30 | 59 | -29 | 24    |

|  | Kvalificerade till finalserien. |

## Finalomgång
Till finalomgången tog varje lag med sig sin poäng i grundserien delat på fyra (som avrundades mot närmsta tiotal) samt alla gjorda och insläppta mål.
| Plac. | Lag                  | S  | V | O | F | GM  | IM | MSK | Poäng |
| ----- | -------------------- | -- | - | - | - | --- | -- | --- | ----- |
| 1     | Universidad de Chile | 14 | 8 | 4 | 2 | 90  | 43 | 47  | 47    |
| 2     | Universidad Católica | 14 | 8 | 4 | 2 | 102 | 50 | 52  | 44    |
| 3     | Cobreloa             | 14 | 8 | 2 | 4 | 94  | 49 | 45  | 40    |
| 4     | Colo-Colo            | 14 | 5 | 3 | 6 | 62  | 57 | 5   | 30    |
| 5     | Santiago Morning     | 14 | 3 | 6 | 5 | 65  | 66 | -1  | 25    |
| 6     | Palestino            | 14 | 4 | 3 | 7 | 73  | 88 | -15 | 25    |
| 7     | Audax Italiano       | 14 | 3 | 4 | 7 | 59  | 60 | -1  | 23    |
| 8     | Huachipato           | 14 | 2 | 4 | 8 | 62  | 79 | -17 | 20    |

|  | Mästare och kvalificerade för Copa Libertadores. |
|  | Kvalificerade för Copa Libertadores.             |

| Primera División Vinnare av Primera División 1999 |
| ------------------------------------------------- |
| Chile                                             |
| Universidad de Chile 10:e titeln                  |

## Nedflyttningsserien
Alla lag tog med sig poängen från grundserien.
| Plac. | Lag                   | S  | V  | O  | F  | GM | IM | MSK | Poäng |
| ----- | --------------------- | -- | -- | -- | -- | -- | -- | --- | ----- |
| 1     | O'Higgins             | 44 | 18 | 8  | 18 | 77 | 86 | -9  | 62    |
| 2     | Deportes Concepción   | 44 | 16 | 12 | 16 | 60 | 59 | 1   | 60    |
| 3     | Coquimbo Unido        | 44 | 15 | 14 | 15 | 77 | 84 | -7  | 59    |
| 4     | Deportes Puerto Montt | 44 | 14 | 12 | 18 | 71 | 84 | -13 | 54    |
| 5     | Cobresal              | 44 | 14 | 11 | 19 | 64 | 75 | -11 | 53    |
| 6     | Deportes Iquique      | 44 | 13 | 12 | 19 | 65 | 72 | -7  | 51    |
| 7     | Rangers               | 44 | 10 | 8  | 26 | 52 | 78 | -26 | 38    |
| 8     | Deportes La Serena    | 44 | 7  | 12 | 25 | 53 | 97 | -44 | 33    |

|  | Till kvalspel.              |
|  | Nedflyttade till Primera B. |